# SBS掛川ラジオ中継局
SBS掛川ラジオ中継局（エスビーエスかけがわラジオちゅうけいきょく）は、静岡県掛川市に置かれている静岡放送ラジオの中継局である。

## 中継局概要
| 放送局名     | コールサイン | 周波数  | 空中線電力 | 放送対象地域 | 放送区域 内世帯数 |
| ------------ | ------------ | ------- | ---------- | ------------ | ----------------- |
| SBS 静岡放送 | なし         | 1404kHz | 100W       | 静岡県       | 約-世帯           |

## 所在地
- 掛川市成滝600-1（SBSマイホームセンター掛川住宅展示場）

## 放送エリア
- 掛川市および周辺地域をカバーしている。

## 歴史
- 1961年7月頃 SBS静岡放送・掛川ラジオ中継局（コールサイン：JOVW・出力：100W）が開局。
- 1978年11月23日 周波数を1062kHzに変更。
- 2006年7月17日 現在の周波数（1404kHz）に変更された[2]。